# Oshkosh Corporation
Die Oshkosh Corporation, bis 2008 Oshkosh Truck Corporation, ist ein 1917 mit Sitz in Oshkosh, Wisconsin, gegründeter US-amerikanischer Nutzfahrzeughersteller. Das Unternehmen ist spezialisiert auf den Bau von Militär-Lkw, Flugfeldlöschfahrzeugen, Spezialfahrzeugen, Post- sowie Lieferfahrzeugen, Müllfahrzeugen, Betonmischern und Hubfahrzeugen.

## Geschichte

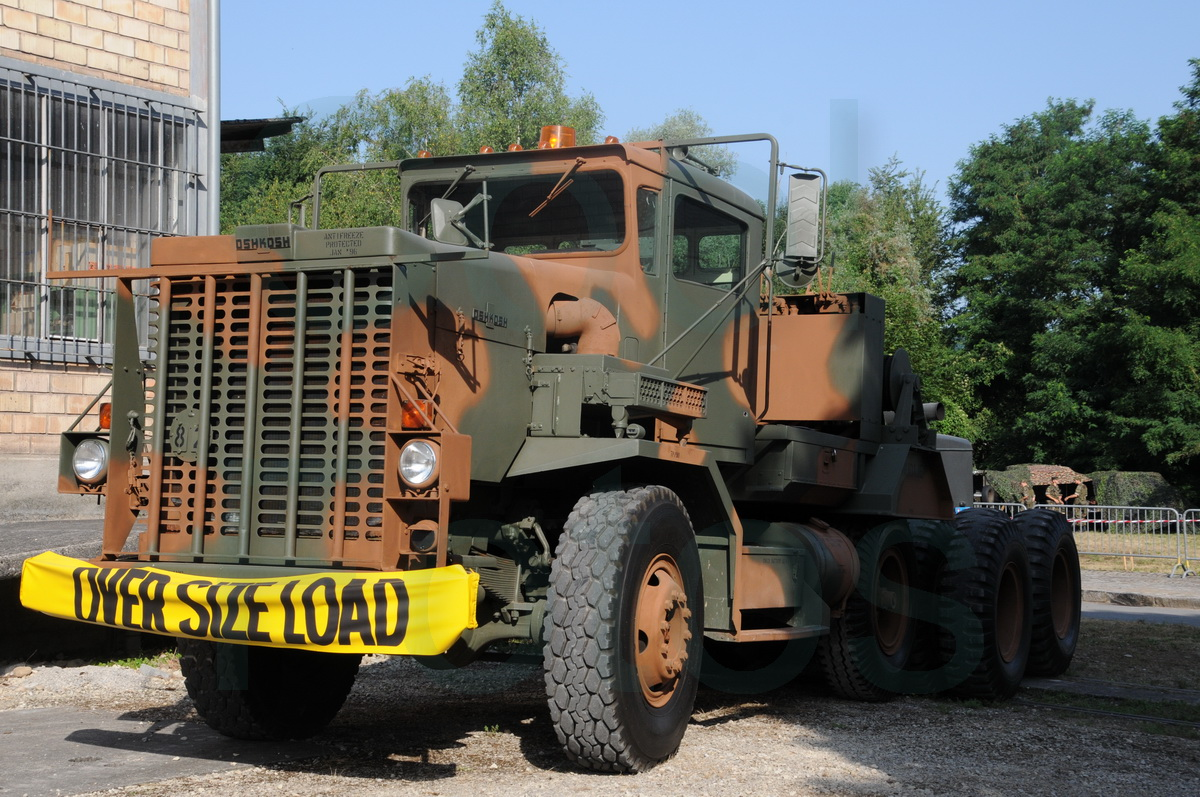
Oshkosh M911

Das Unternehmen wurde 1917 als Hersteller allradgetriebener Nutzfahrzeuge unter dem Namen Wisconsin Duplex Auto Company gegründet. Noch heute ist das „Old Betsy“ genannte erste Fahrzeug voll fahrtüchtig und im Besitz des Unternehmens.
Bereits 1918 änderte das Unternehmen die Firma in Oshkosh Motor Truck Manufacturing Company, als sie in den gleichnamigen Ort umzog. 1930 änderte sich wiederum die Firmierung, diesmal in Oshkosh Motor Truck Company, Inc. Während des Zweiten Weltkrieges stellte das Unternehmen auf Kriegsproduktion um und begann mit der Herstellung von Militärfahrzeugen.
Das 1933 vorgestellte Modell TR war das erste Baustellenfahrzeug von Oshkosh mit Gummireifen und eine Erweiterung der Produktpalette. 1947 waren insgesamt 245 Fahrzeuge von Oshkosh in den USA zugelassen.
1953 wurde das erste Flugfeldlöschfahrzeug auf einem W-800-Chassis von Oshkosh an die U.S. Coast Guard geliefert.
1955 wurde Oshkoshs erster Zementmischer, das Modell 50-50, vorgestellt. 1968 wurde der U-30 Tow Tractor entwickelt und gebaut, es ist ein Flugzeugschlepper (Pusher) für die Lockheed C-5 Galaxy der U.S. Air Force.
Die nächste Namensänderung in Oshkosh Truck Corporation wurde 1967 durchgeführt.
1976 gewann das Unternehmen den ersten Vertrag zum Bau von dann insgesamt 744 M911 C-Heavy Equipment Transportern. Dieses war der Auftakt einer langen Reihe von Verträgen mit der U.S. Army. Oshkosh Defense ist damit praktisch zum Alleinzulieferer für mittelschwere und schwere taktische Fahrzeuge für die U.S. Army und U.S. Marines geworden. Der C-HET ist eine Sattelzugmaschine, die auf einem F-Serie-Chassis aufgebaut ist.
1990 kam von der U.S. Army ein Auftrag, eine neue Version des HET zu entwickeln, um den M1 Abrams-Panzer zu transportieren. Insgesamt wurden zwischen 1992 und März 2003 2.488 HET A0 gebaut. Außerdem erhielt Oshkosh 1990 einen Vertrag zum Bau von 2.626 Palletized Load System (PLS) Fahrzeuge für die amerikanischen Streitkräfte.
2008 wurde der 20.000ste HEMTT geliefert. Ein Jahr später, 2009, bekam Oshkosh den Zuschlag für einen Fünf-Jahres-Vertrag der U.S. Army zur Lieferung der Medium Tactical Vehicles Familie (FMTV), es wurde von einem Auftragsvolumen von 23.000 Fahrzeugen in 17 Varianten ausgegangen.
Am 25. August 2015 wurde Oshkosh der Joint Light Tactical Vehicle Vertrag des U.S. Militärs zuerkannt. Der anfängliche Vertrag hat einen Wert von 6,75 Milliarden US-Dollar für bis zu 16.901 Fahrzeuge. Es wird mit einem Bedarf von 49.099 Fahrzeugen für die Army und 9.091 für die Marines gerechnet, es wird mit einem Gesamtvolumen von 47,6 Milliarden US-Dollar gerechnet. Die Fahrzeuge des JLTV-Programms werden teilweise den AM General HMMWV ersetzen.
2018 wurde der Vertrag zum Bau der Medium Tactical Vehicles Familie (FMTV) in der Version A2 gewonnen.

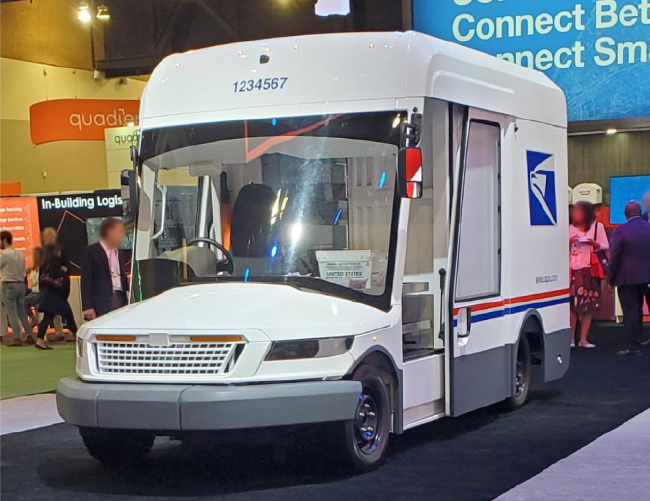
Oshkosh NGDV, das neue Standardfahrzeug des United States Postal Service USPS

1984 ging Oshkosh mit dem Kürzel OTRKB (seit 2001) an die NASDAQ, konnte dann aber an die New York Stock Exchange (NYSE), mit dem Kürzel OSK, wechseln.
2008 wurde dann die Oshkosh Truck Corporation in Oshkosh Corporation umbenannt, das Firmenbranding wurde 2019 geändert. 2010 wurden dann die militärischen Fahrzeuge als eigenständige Firma unter Oshkosh Defense zusammengefasst.
2021 gewann Oshkosh Defense die Ausschreibung des United States Postal Service für das neue Zustellfahrzeug. Vom Oshkosh Next Generation Delivery Vehicle (NGDV) sollen zwischen 50.000 und 165.000 Stück geliefert werden, mehrheitlich mit Elektroantrieb, der Rest mit verbrauchsarmen Benzinmotoren. Die ersten Fahrzeuge wurden im August 2024 ausgeliefert, die in einer Fabrik in South Carolina hergestellt wurden.

## Standorte und Märkte
Der Konzernsitz ist immer noch in Oshkosh, Wisconsin. Darüber hinaus besitzt das Unternehmen 130 Produktionsstätten in 24 Ländern und Vertriebsgesellschaften in 16 Ländern. Die Produkte werden in 130 Länder exportiert und die Kunden von einem weltweiten Servicenetz unterstützt.

## Übernahmen und Verkäufe

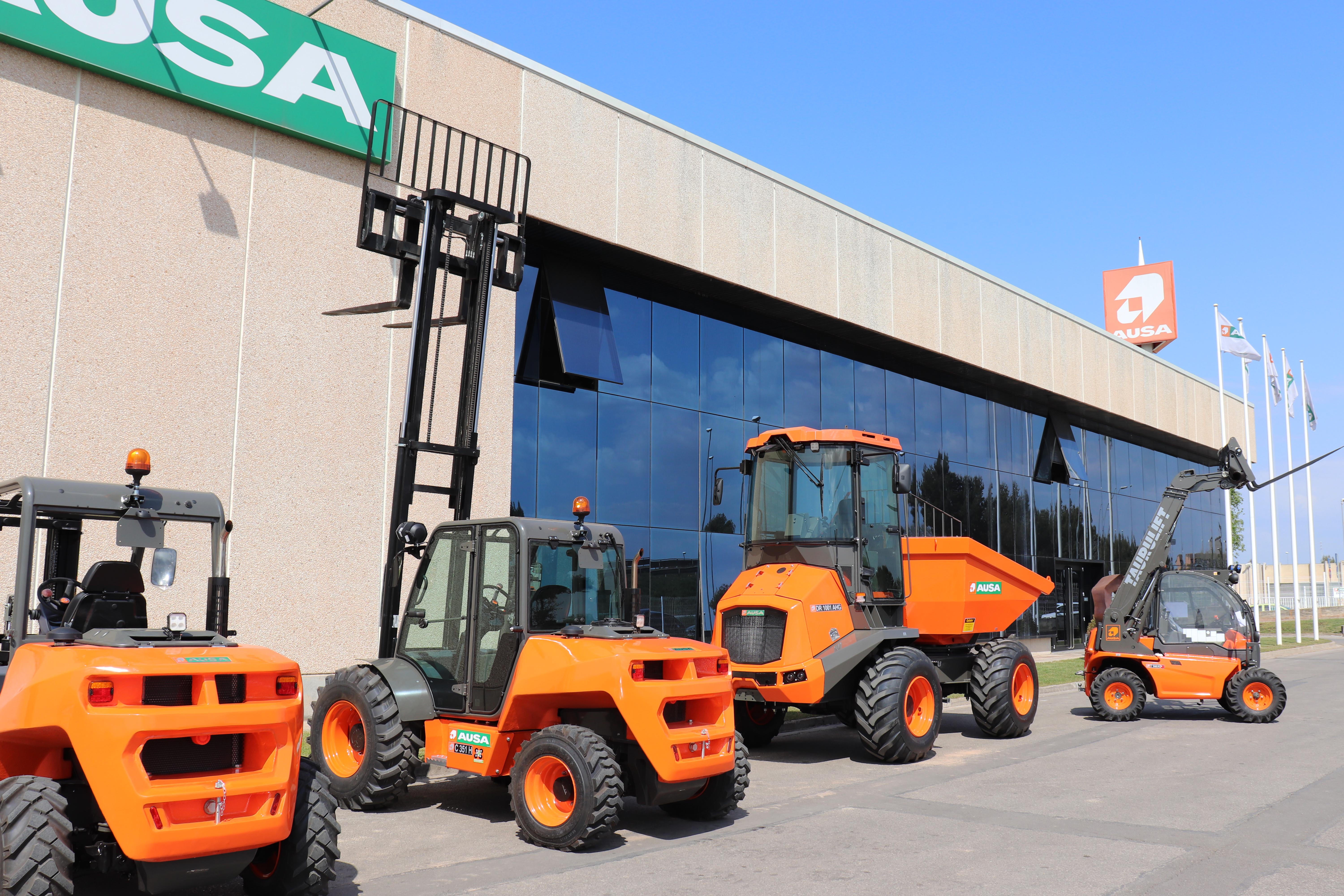
Verschiedene AUSA-Fahrzeuge

- 1989 – Oshkosh RV Chassis von Deere & Co. (1995 verkauft an Freightliner)[15]
- 1996 – Pierce Manufacturing Inc.
- 1997 – Nova Quintech
- 1998 – Die 1991 gegründete McNeilus Companies, Inc.
- 1999 – Kewaunee Fabrications, L.L.C.[16]
- 1999 – Viking Truck & Equipment
- 2000 – Medtec Ambulance Corporation (aufgelöst im Juli 2012[17])
- 2001 – Geesink Norba Group (2009[18])
- 2001 – TEMCO[19]
- 2004 – Jerr-Dan Corporation, die 1972 gegründet wurde
- 2004 – BAI Corporation (ausgegliedert 2009[20])
- 2005 – CON-E-CO[21]
- 2005 – London Machinery, Inc.[22]
- 2006 – AK Specialty Vehicles, nun bekannt als Oshkosh Specialty Vehicles[23]
- 2006 – Den 1969 gegründeten US-amerikanischen Hersteller von Hebebühnen JLG Industries (McConnellsburg, Pennsylvania) für 3 Mrd. US-Dollar[24]
- 2006 – Iowa Mold Tooling (ITM)
- 2006 – Die seit 1985 existierende Frontline Communications
- 2015 – JLG kauft die 2007 gegründete englische Power Towers Ltd.
- 2020 – Pratt & Miller zusammen mit Corvette Racing
- 2021 – Die aus Boise, Idaho, USA stammende und 1990 gegründete Boise Mobile Equipment (BME) wurde für die Pierce Manufacturing Division gekauft.[25]
- 2022 – Maxi-Métal Inc. (MAXIMETAL) aus Kanada
- 2022 – McNeilus kauft CartSeeker curbside automation
- 2023 – Über JLG wird der italienische Hersteller Hinowa erworben
- 2023 – Im Mai wurde AeroTech von der JBT Corporation für 800 Mio. US-Dollar gekauft.[26]
- 2023 – Oshkosh Snow Products wird an Aebi Schmidt verkauft.[27]
- 2024 – Der spanische Baumaschinenhersteller AUSA wird im September 2024 übernommen.[28]

## Unternehmensmarken und -struktur
Das Unternehmen ist in die drei Bereiche Access, Vocational und Defense aufgeteilt.

### Access

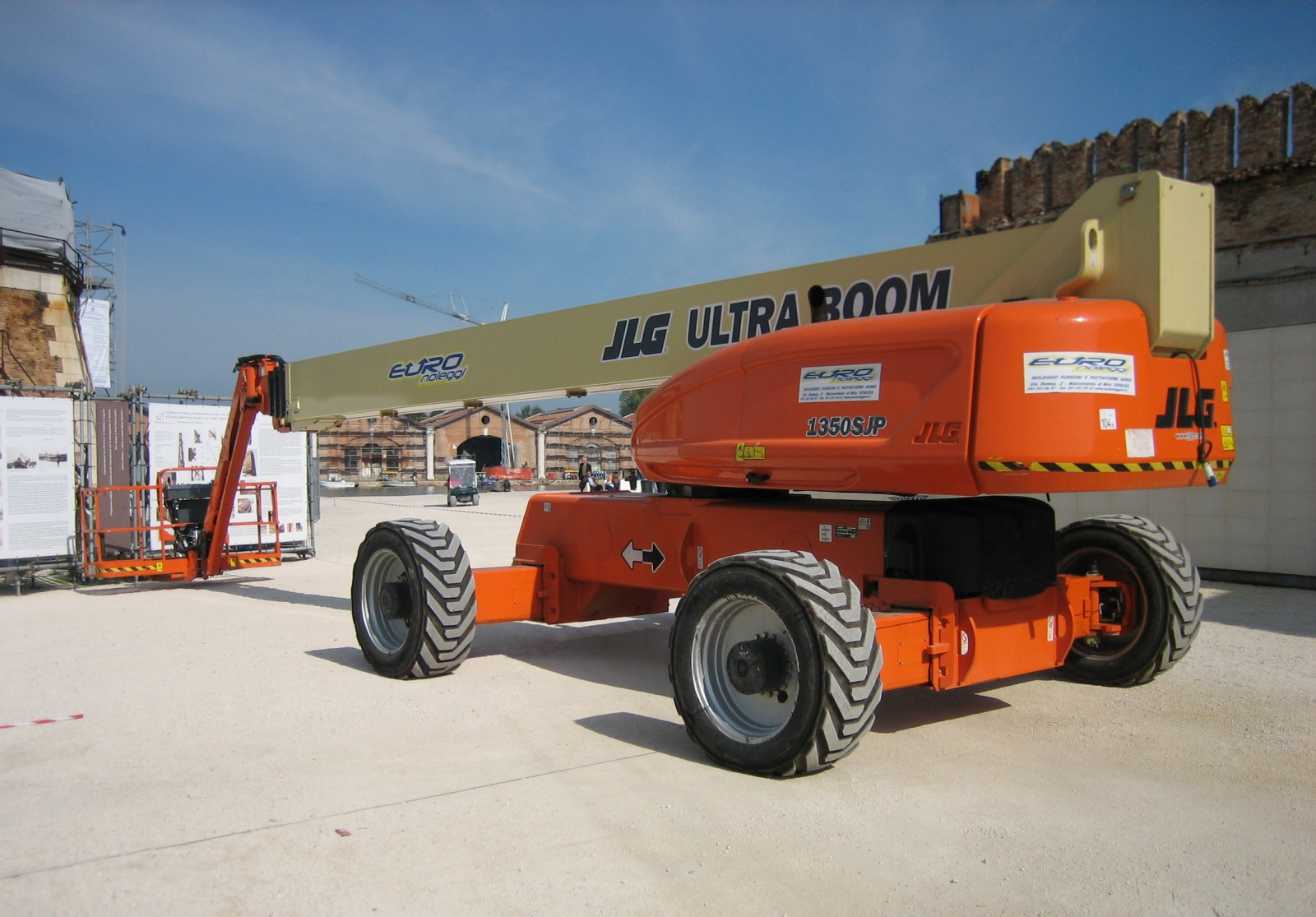
JLG Teleskoparbeitsbühne

- AUSA: Vorderkipper, Gabelstapler und Teleskoplader
- Hinowa[29]: Hebebühnen, Minidumper, Raupentransporter, Raupenfahrwerke
- JLG Industries[30] Hubbühnen, Gelenkteleskoparbeitsbühnen, Senkrechtlifte, Scherenarbeitsbühnen, Teleskoplader

### Vocational

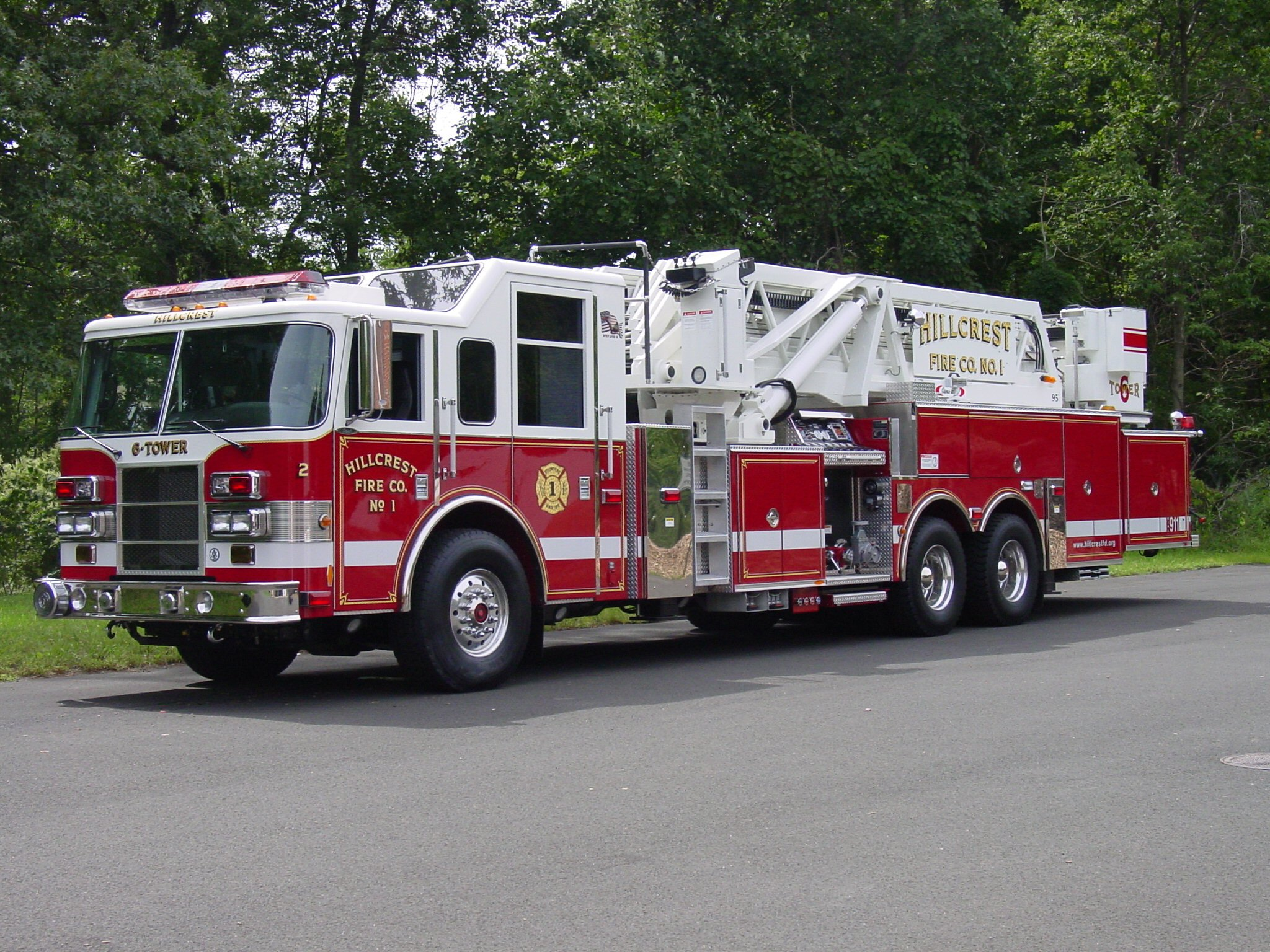
Pierce Feuerwehrfahrzeug

- AeroTech[31]: Hersteller von Equipment für Flughäfen: Containerhubtransportfahrzeuge, selbstfahrende Passagiertreppen, Pusher für Flugzeuge bis zum A380, Enteisungsfahrzeuge, Bodenstromversorgung, Wiederaufarbeitung von Fahrzeugen[32][33]
- Boise Mobile Equipment (BME): Geländegängige Feuerwehrfahrzeuge
- Frontlinecomm[34] Kommunikationsfahrzeuge für Radio/TV, Polizei und Feuerwehr. Von PKWs über LKWs bis zu LKW-Aufliegern.
- IMT[35] Chassis für fahrzeuggestützte Teleskopkrane sowie Knickarmkrane
- Jerr-Dan[36] Bergungs- und Abschleppfahrzeuge bis 15.000 lb, Bergekrane bis 100.000 lb
- Maximetal[37] Feuerwehrfahrzeuge für den kanadischen Markt
- McNeilus[38] Aufbauten für Betonmischer (S-Series) und Müllfahrzeuge
- Oshkosh Airport Products[39] Flugfeldlöschfahrzeuge (FLF) (Stinger, Striker, Storm)
- Pierce[40]: Feuerwehrfahrzeuge und -zubehör

### Defense
- Oshkosh Defense[41] Taktische Radfahrzeuge vom JLTV bis zum HET
- Oshkosh Next Generation Delivery Vehicle (NGDV)
- Pratt & Miller[42] Engineering, Produktentwicklung sowie Desinfektionsroboter und nicht kabelgebundene Zielscheiben

## Militärfahrzeuge
Hauptquelle:
- M-ATV (MRAP All-Terrain Vehicle) Mittelschweres, minengeschütztes, zweiachsiges Radfahrzeug, entwickelt für den Einsatz in Afghanistan
- JLTV (Joint Light Tactical Vehicle)

beide Nachfolger des High Mobility Multipurpose Wheeled Vehicle (HMMWV)
- HEMTT (Heavy Expanded Mobility Tactical Truck) M977 Standard-Vierachs-10-Tonnen-Transport-LKW der U.S. Army seit 1982, sowie die Varianten M978, M983, M984E1, M985, M984, M985E1, M1977.
- HETS (Heavy Equipment Transport System) M1070, M1300 und Global HET (Vorgänger M911). Aktuelle vierachsige Standardzugmaschine für Panzertransporte wie der M1 Abrams-Panzer. Der Global HET hat nur drei Achsen.
- FMTV (Family of Medium Tactical Vehicles). Standard 2,5 t (LightMTV: M1078, M1079, M1080, M1081) und 5 t (MTV: M1083 bis M1096, M1140, M1147, M1148, M1157) LKW der U.S. Army. Der FMTV wurde ursprünglich produziert von Stewart and Stevenson (1996–2006), dann von Armor Holdings (2006–2007), nächster war BAE Systems Platforms & Services (2008–2010). Ab 2011 wurde er dann von Oshkosh produziert.
- MTVR (Medium Tactical Vehicle Replacement) MK23 MK25 MK27 MK28 MK29 MK30 MK31 MK36 MK37 MK38 Standard-Dreiachs-7-Tonnen-Fahrzeug der U.S. Marines
- PLS (Palletized Load System) M1074/M1075 LKWs und M1076 Anhänger, fünfachsige Fahrzeuge mit dreiachsigen Anhängern.
- LVSR (Logistics Vehicle System Replacement) MKR15 Wrecker, MKR16 Tractor, MKR18 Cargo. Fünfachsige LKW-Familie, die den LVS ersetzt.[43]
- TerraMax, unbemanntes ferngesteuertes Fahrzeug
- Bushmaster Protected Mobility Vehicle, leicht gepanzerter 4x4 Truppentransporter, produziert in Lizenz seit Februar 2006[44]
- Sand Cat, ein leicht geschütztes Fahrzeug auf Basis eines Ford F550-Chassis.
- P-19R, Feuerwehrfahrzeug (FLF) der U.S. Marines.

Ältere Fahrzeuge
- C-HET (Commercial Heavy Equipment Transporter) M911 Schwerlastzugmaschine, Vorgänger des HETS M1070
- LVS (Logistics Vehicle System), ein Vierachs-LKW des U.S. Marine Corps, der durch die LVSR ersetzt wurde.

Militärische Fahrzeuge
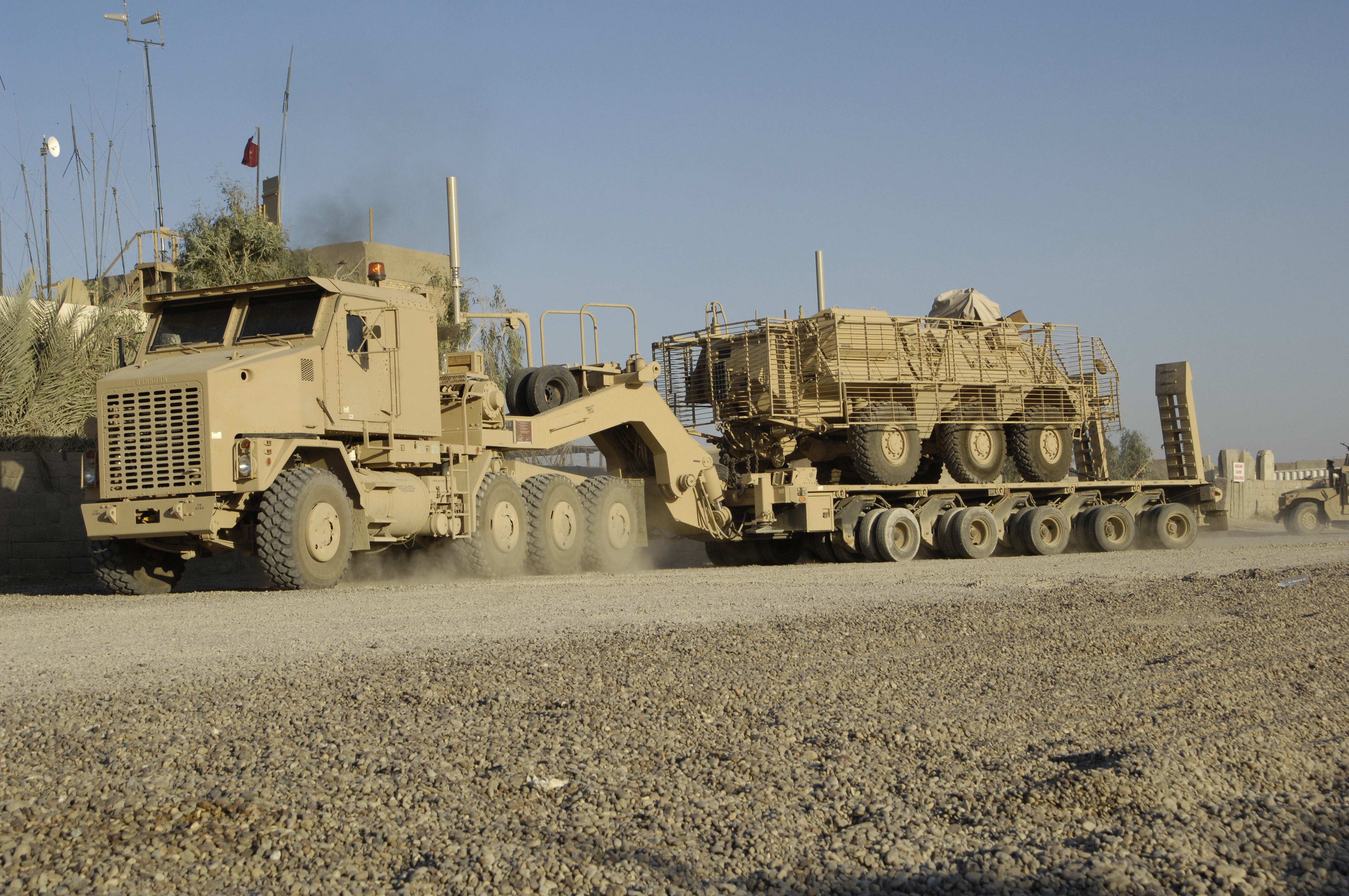
Oshkosh M1070 8×8 (HET) Zugmaschine mit M1000 HETS Auflieger mit einem M93 Fox NBC
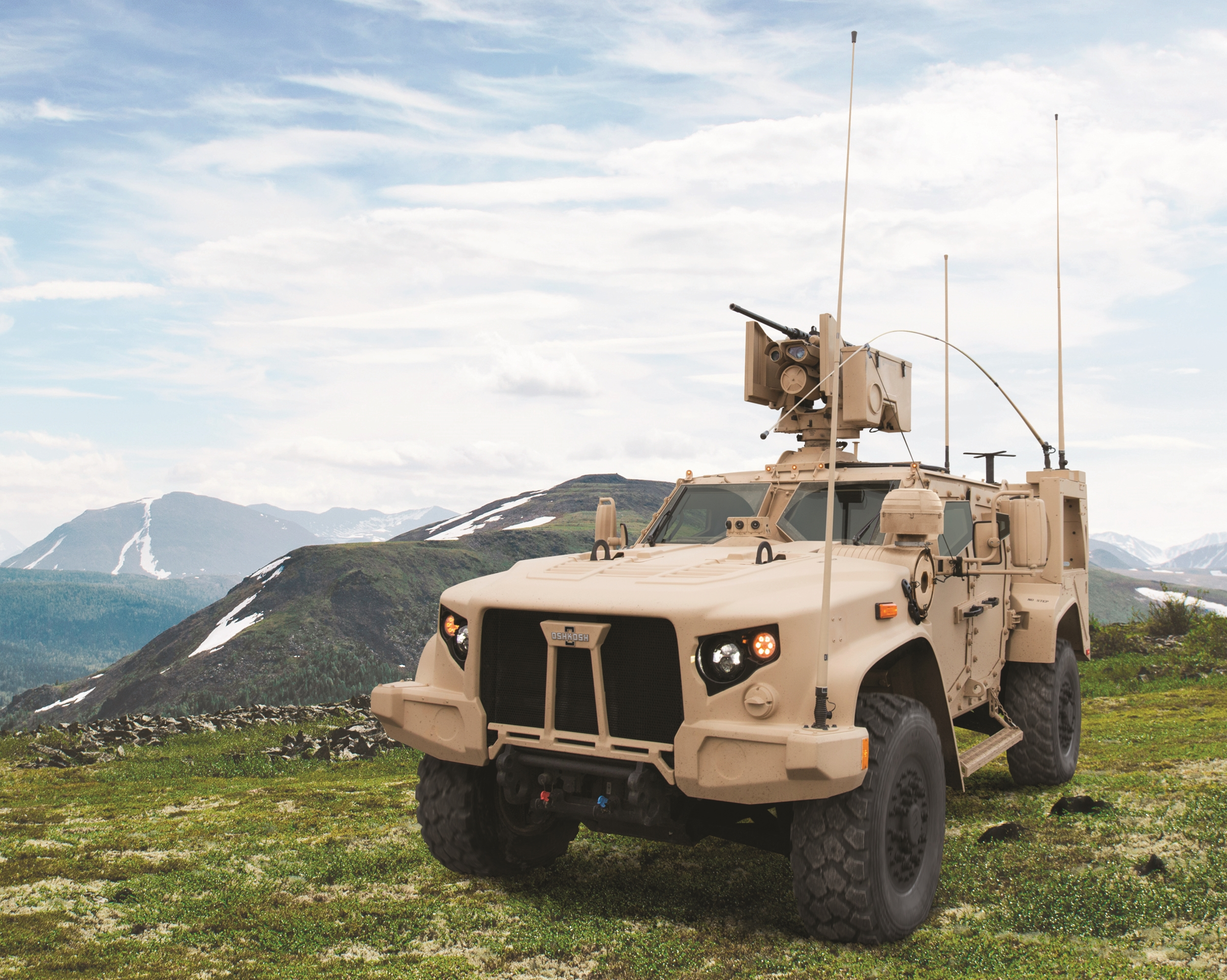
2016 Oshkosh L-ATV (Konfiguriert als JLTV)
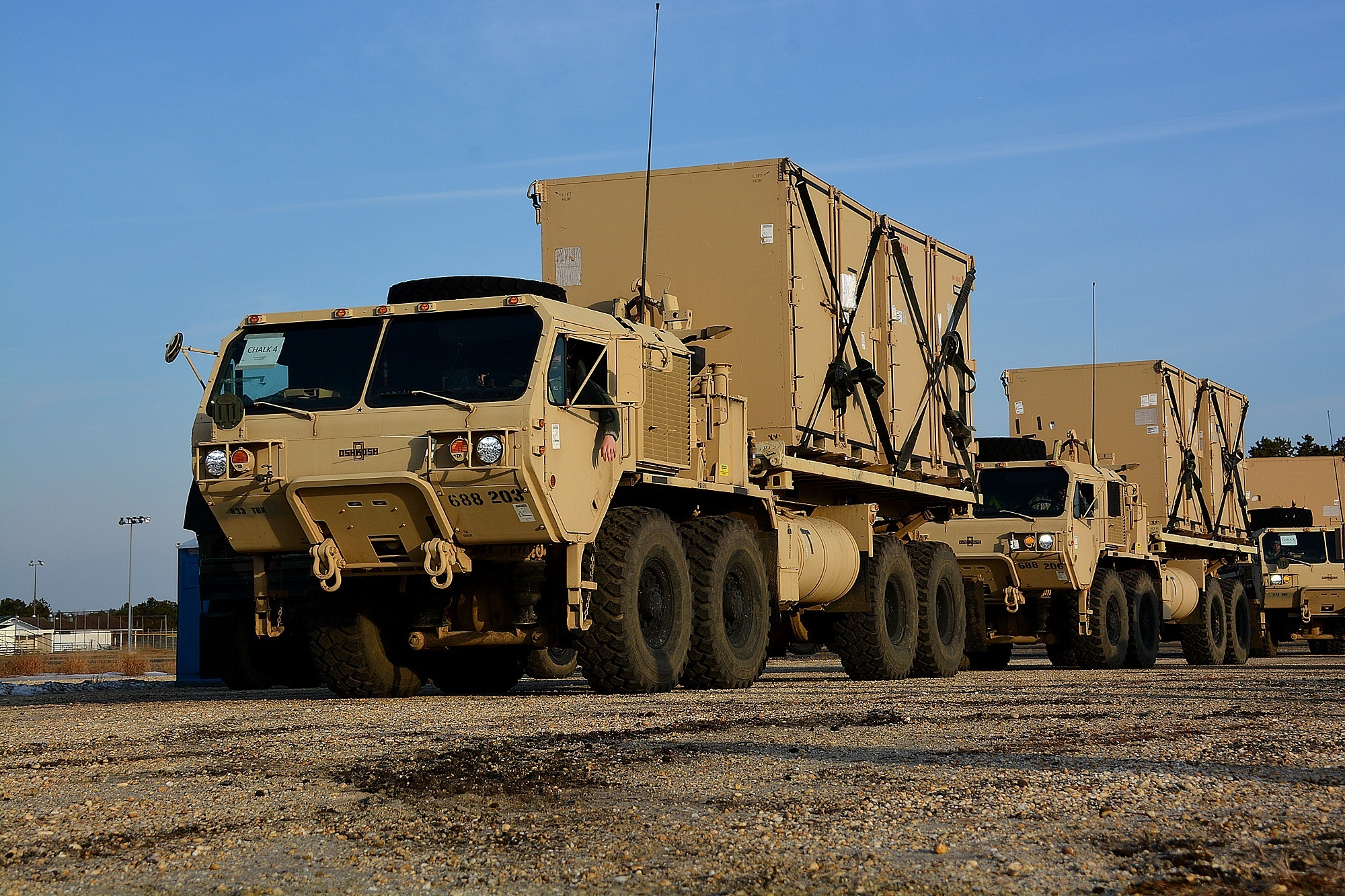
HEMTT LHS M1120A4
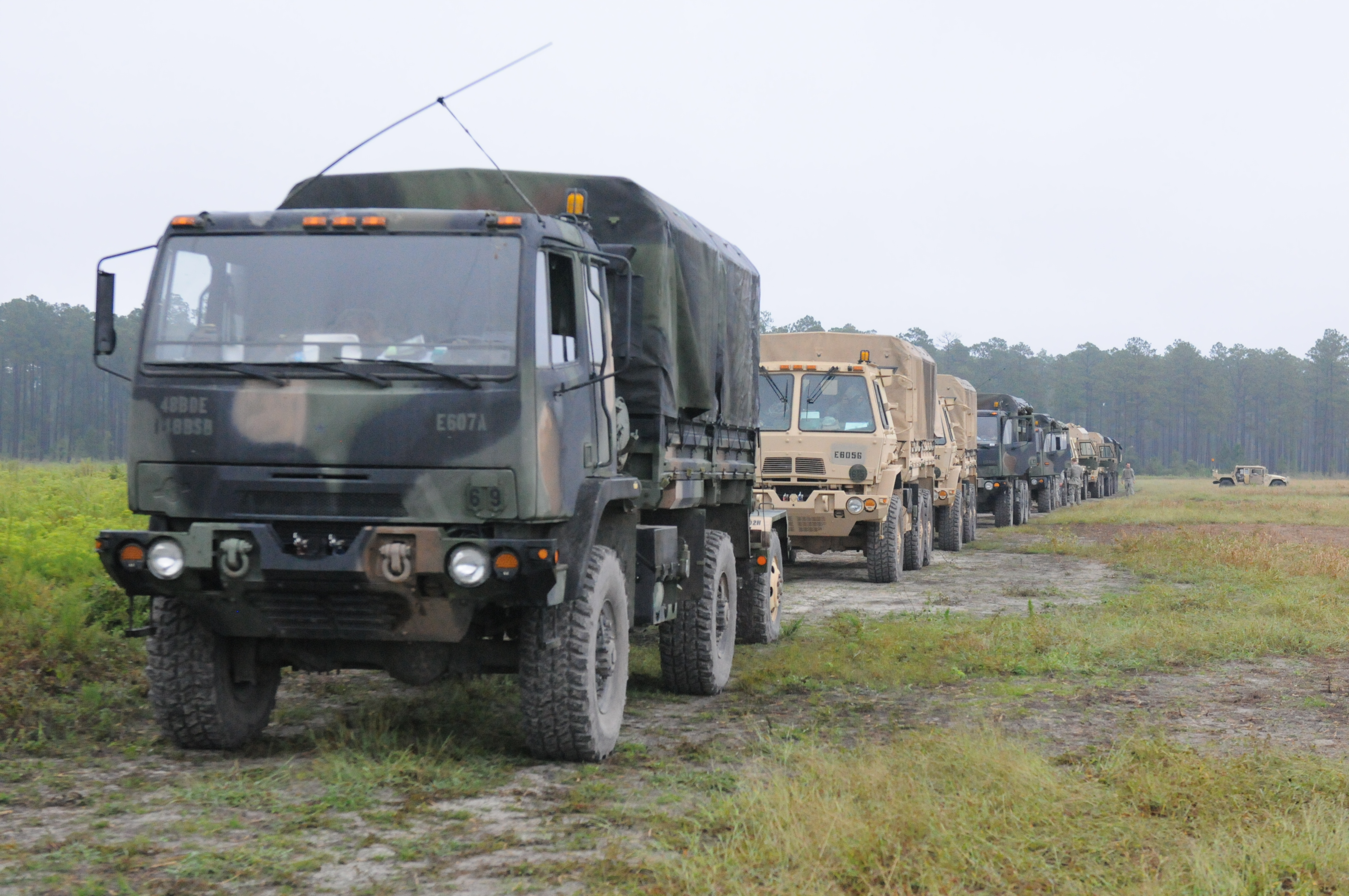
Vorne ein M1078 A1R, dahinter ein Oshkosh M1083 A1P2
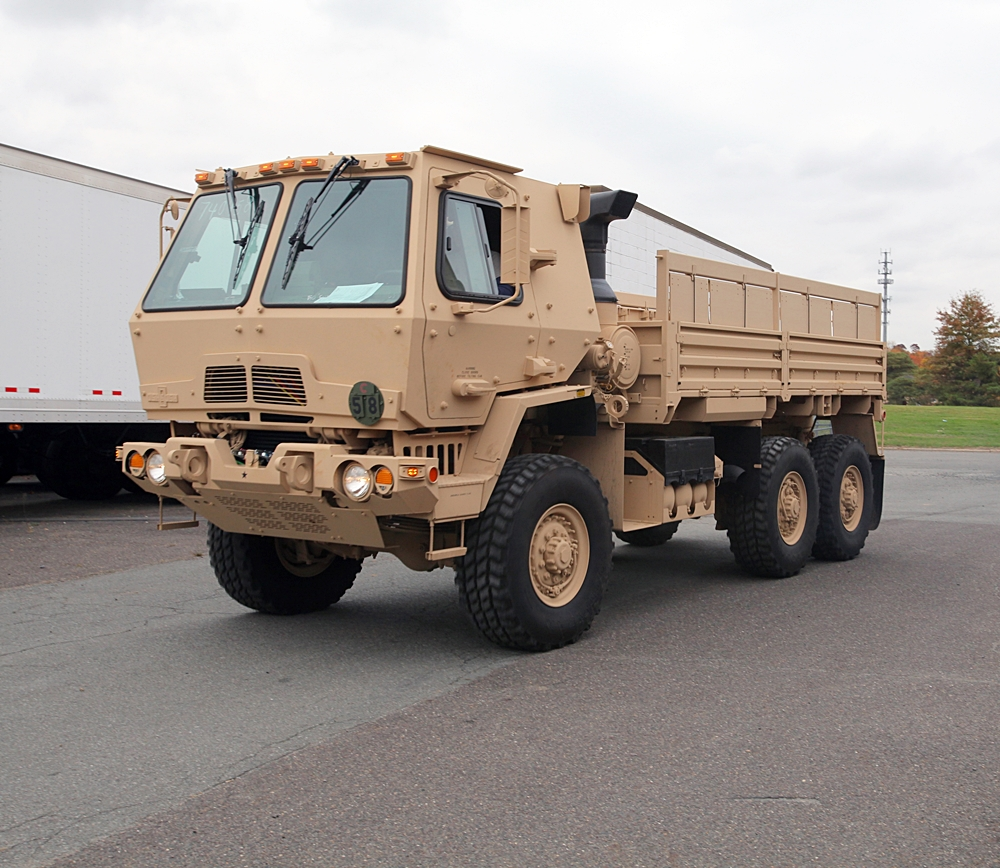
Oshkosh M1083 A1P2 5t MTV
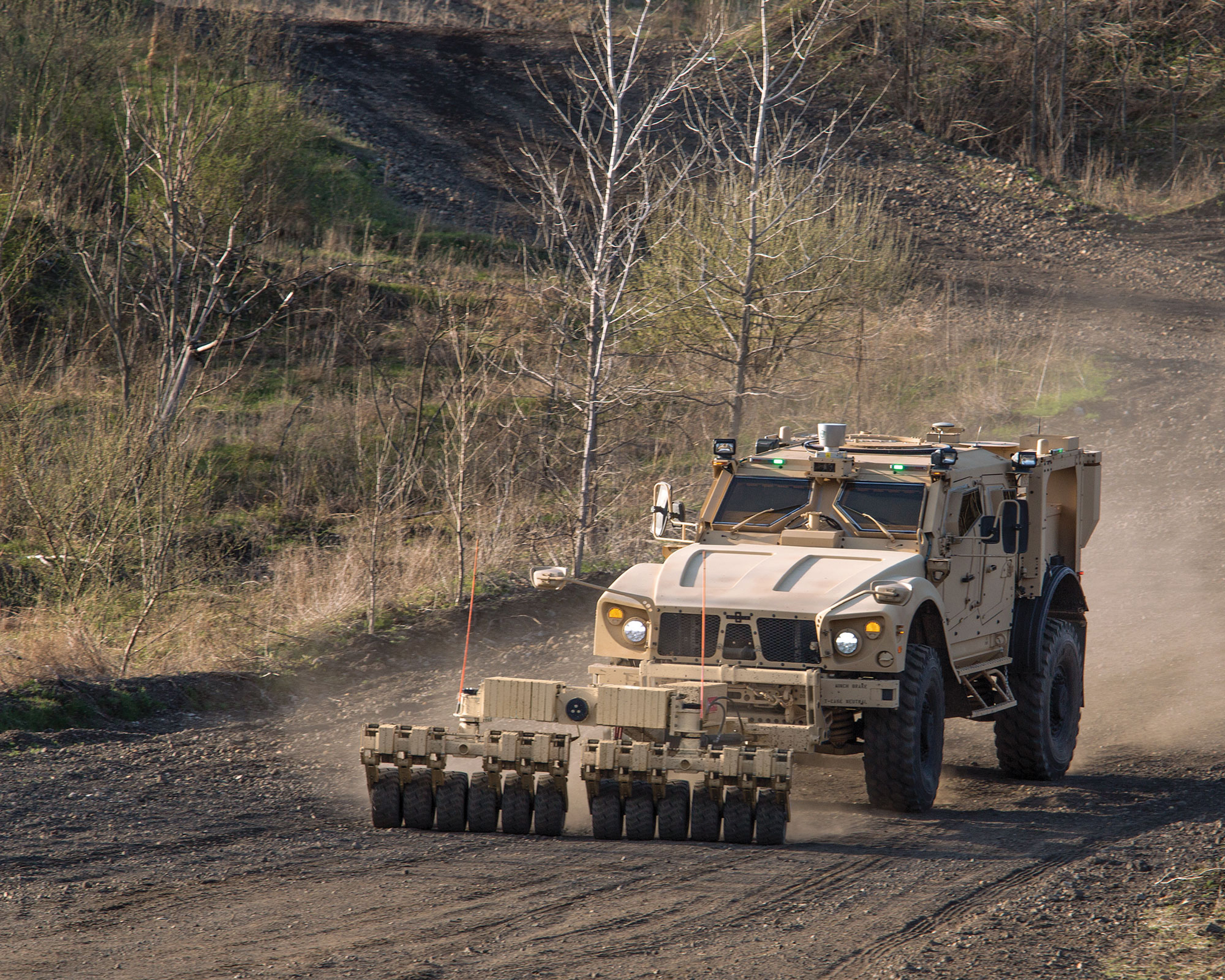
M-ATV mit Mienensuchvorrichtung und dem TerraMax autonomous system
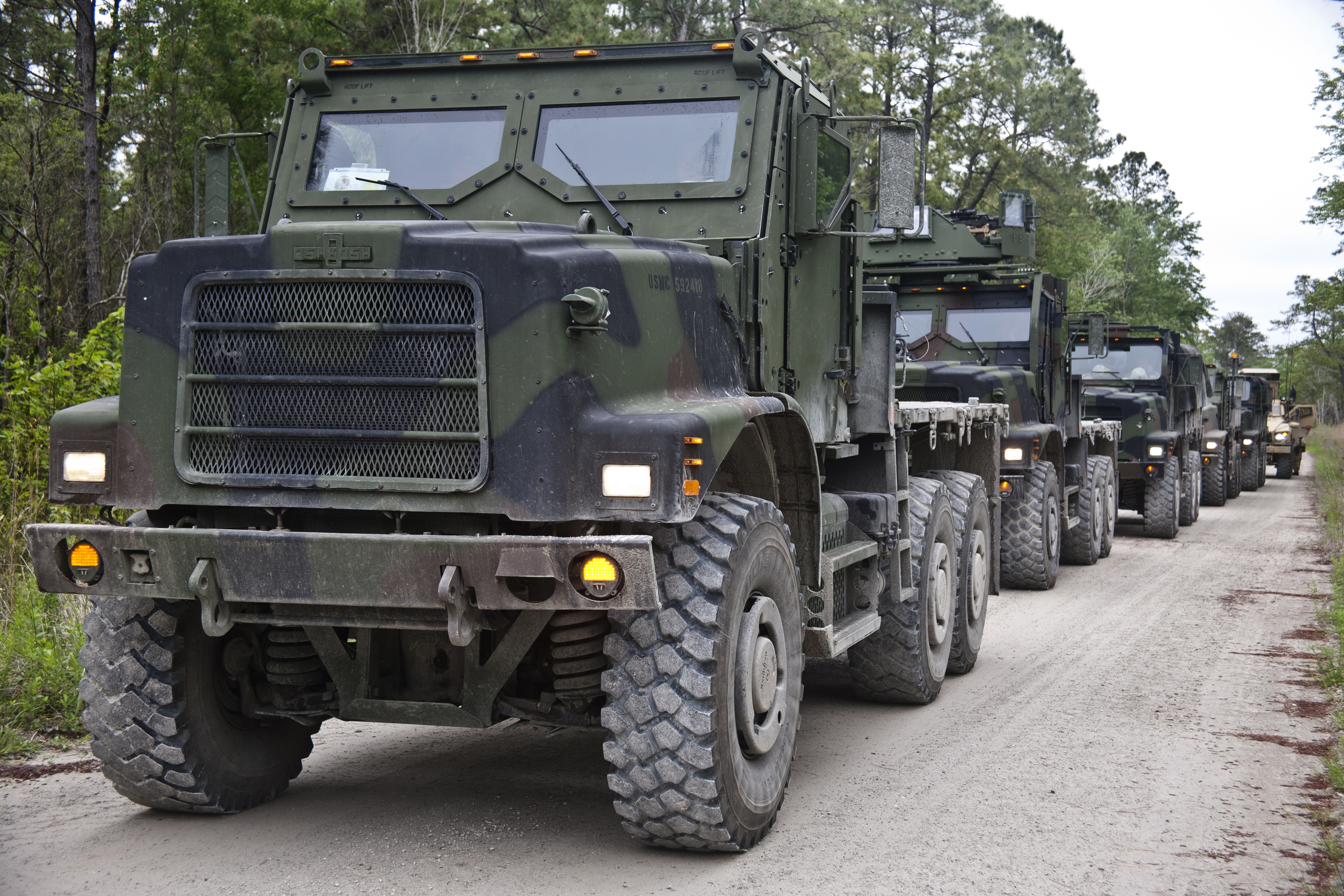
MTVR MK23/MK25 mit schwer geschützter Fahrerkabine
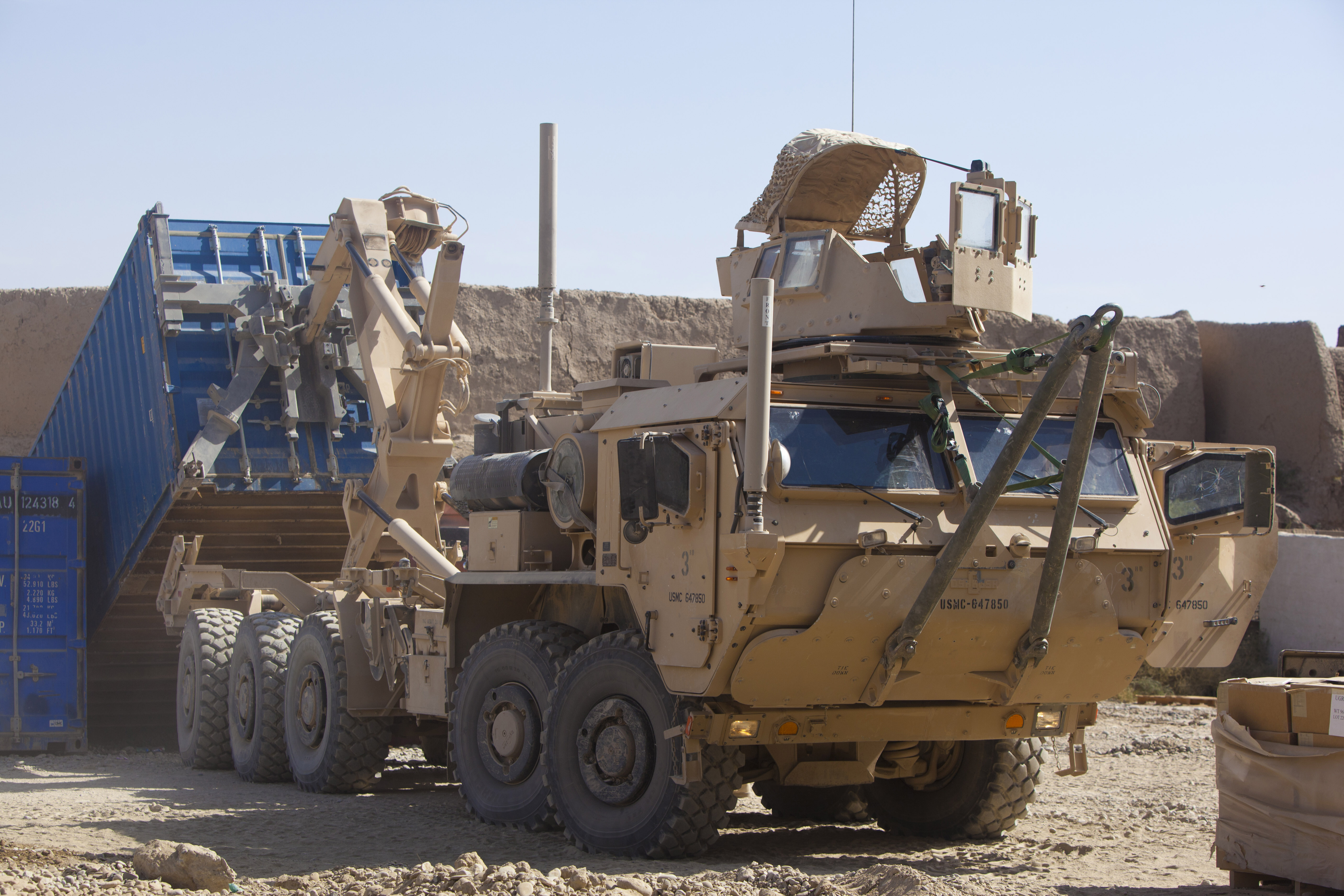
USMC LVSR
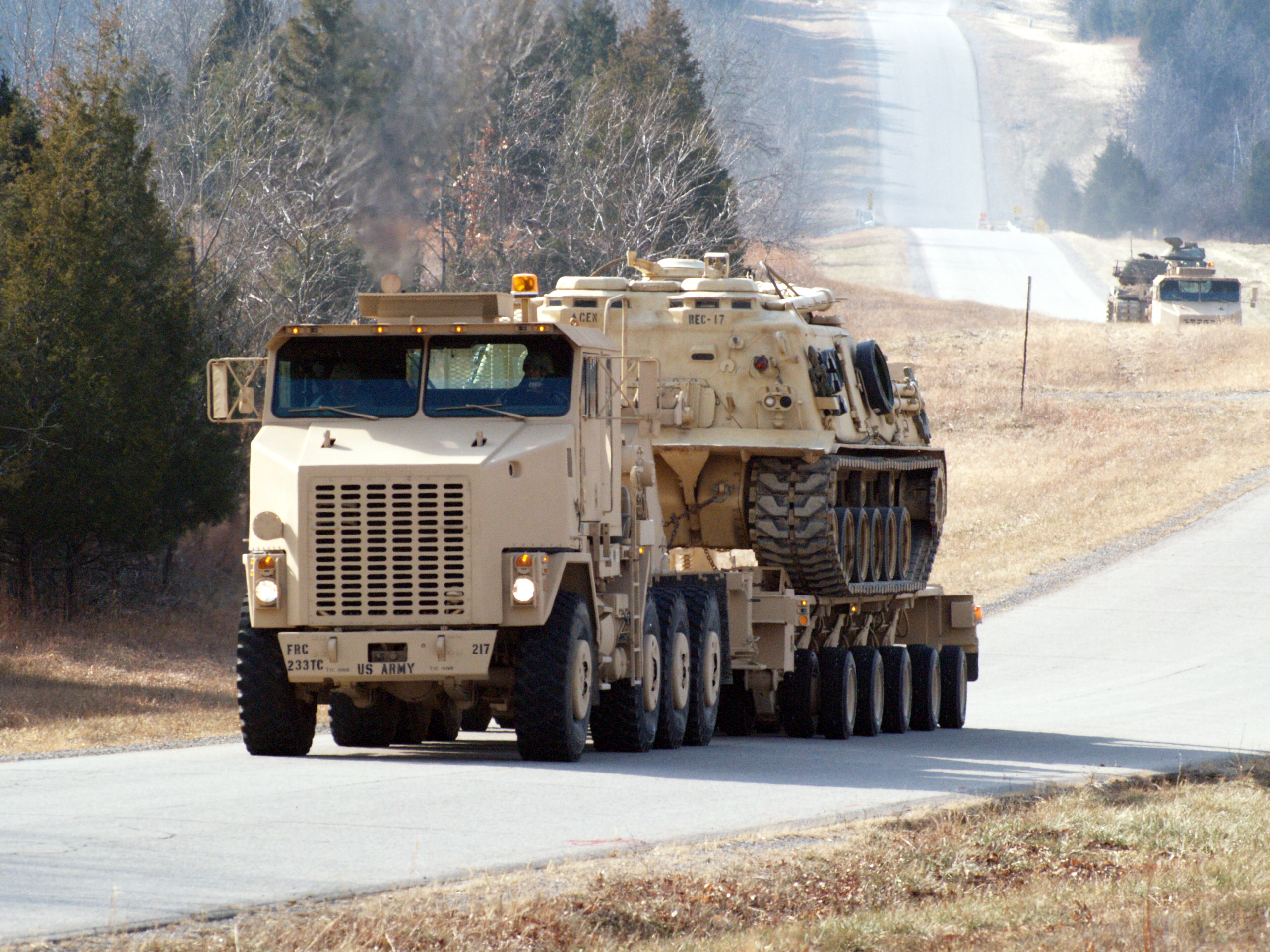
HET M1070 A0 Zugmaschine mit M1000 Auflieger und M88 ARV als Nutzlast
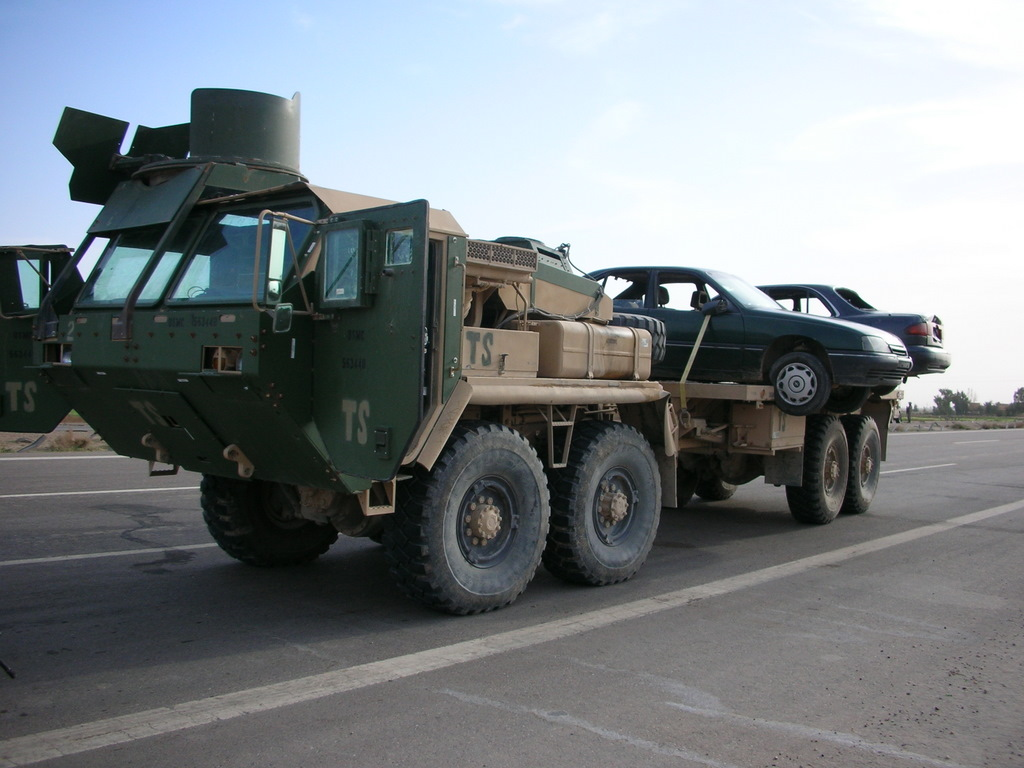
LVS MK48/14 mit schwer geschützter Fahrerkabine und Waffenturm
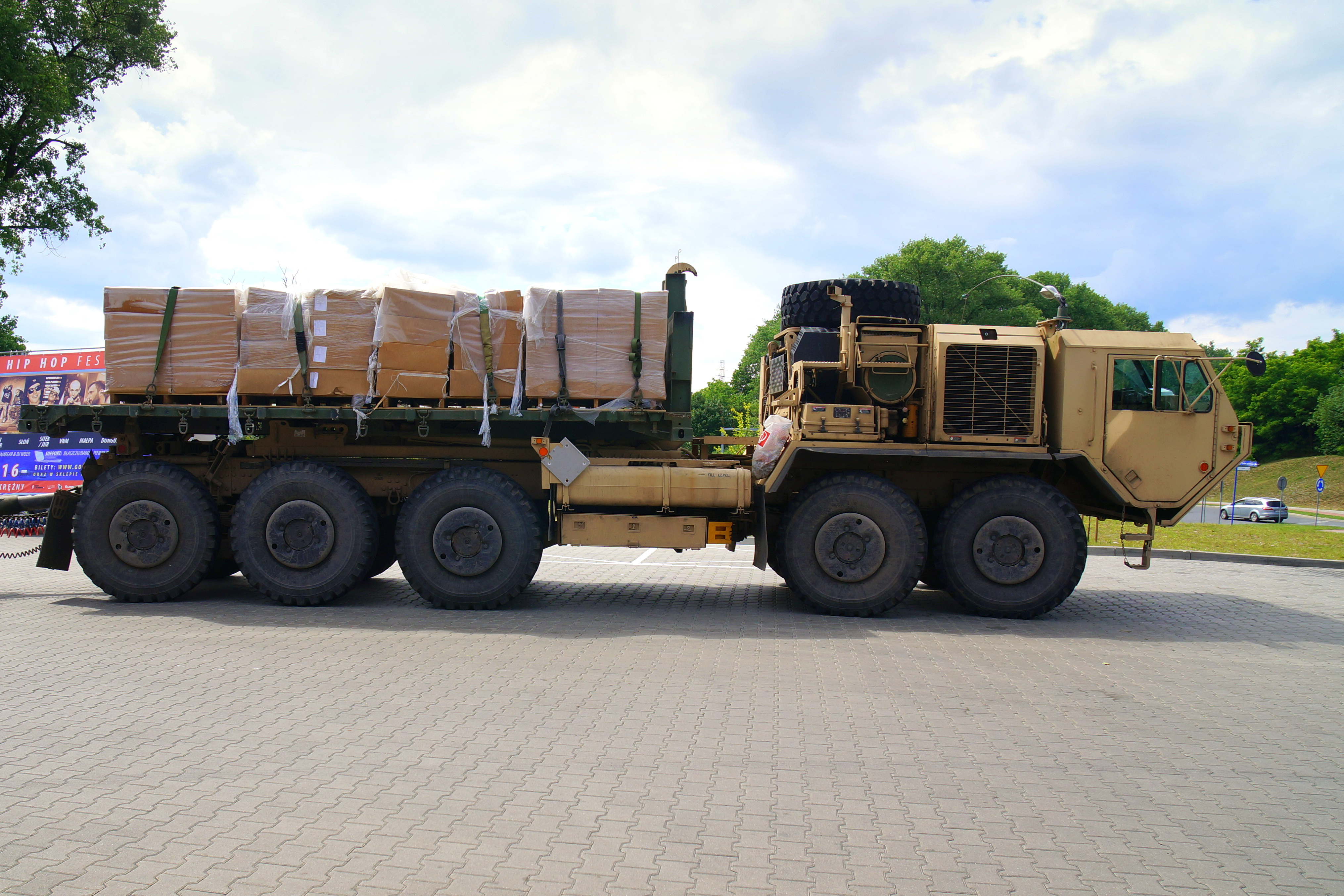
PLS M1075
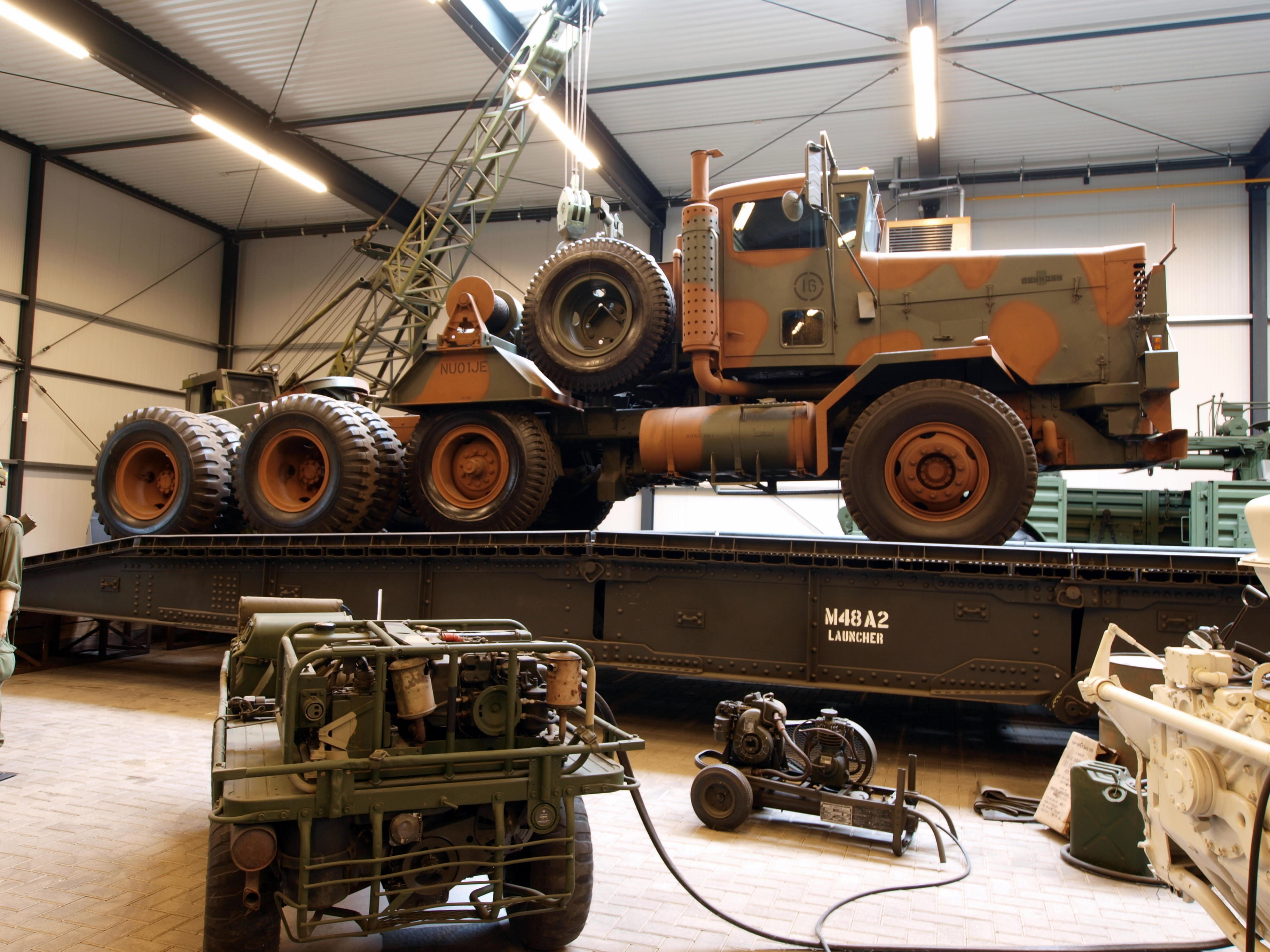
M911 C-HET auf einer M48A2 Brücke